# Roger Gaúcho
Roger Gaúcho (sinh ngày 30 tháng 3 năm 1986) là một cầu thủ bóng đá người Brasil.

## Sự nghiệp câu lạc bộ
Roger Gaúcho đã từng chơi cho Albirex Niigata.

## Thống kê câu lạc bộ

### J.League
| Đội             | Năm       | J.League | J.League | J.League Cup | J.League Cup | Tổng cộng | Tổng cộng |
| Đội             | Năm       | Trận     | Bàn      | Trận         | Bàn          | Trận      | Bàn       |
| --------------- | --------- | -------- | -------- | ------------ | ------------ | --------- | --------- |
| Albirex Niigata | 2013      | 7        | 1        | 0            | 0            | 7         | 1         |
| Albirex Niigata | 2014      | 3        | 1        | 1            | 0            | 4         | 1         |
| Tổng cộng       | Tổng cộng | 10       | 2        | 1            | 0            | 11        | 2         |